# Robert af Jochnick
Robert Bertil Jonas af Jochnick, född 19 mars 1940, är en svensk företagare.
Robert af Jochnick avlade ekonomexamen vid Handelshögskolan i Stockholm och erhöll titeln civilekonom.
Han grundade, tillsammans med sin bror Jonas af Jochnick, företaget Oriflame 1967.

## Utmärkelser
- Årets svensk i världen (delat med Jonas af Jochnick) 2003
- Söderbergska handelspriset (delat med Jonas af Jochnick) 2007
- Medicine hedersdoktor vid Karolinska Institutet[2] 2011.